# Municipio de Dodge (condado de Boone)
El municipio de Dodge (en inglés: Dodge Township) es un municipio ubicado en el condado de Boone en el estado estadounidense de Iowa. En el año 2010 tenía una población de 536 habitantes y una densidad poblacional de 4,28 personas por km².

## Geografía
El municipio de Dodge se encuentra ubicado en las coordenadas 42°9′47″N 93°53′54″O / 42.16306, -93.89833. Según la Oficina del Censo de los Estados Unidos, el municipio tiene una superficie total de 125.24 km², de la cual 124,66 km² corresponden a tierra firme y (0,46 %) 0,58 km² es agua.

## Demografía
Según el censo de 2010, había 536 personas residiendo en el municipio de Dodge. La densidad de población era de 4,28 hab./km². De los 536 habitantes, el municipio de Dodge estaba compuesto por el 98,51 % blancos, el 0,93 % eran de otras razas y el 0,56 % eran de una mezcla de razas. Del total de la población el 1,12 % eran hispanos o latinos de cualquier raza.